# Henri de Lévis
Henri de Lévis (* 1596 auf Schloss Ventadour; † 15. Oktober 1680 in Paris) war von Dezember 1622 bis Mai 1631 der 3. Herzog von Ventadour, Pair von Frankreich, und von März 1625 bis Juni 1627 Vizekönig von Neufrankreich, bevor er sich dem geistlichen Stand zuwandte.

## Leben
Henri de Lévis war der Sohn von Anne de Lévis, Herzog von Ventadour († 1622), und Marguerite de Montmorency († 1660), der Halbschwester des Herzogs Henri II. de Montmorency († 1632).
Mit Ehevertrag vom 26. April 1620 und 5. Juli 1620 heiratete er die damals neunjährige Marie Liesse de Luxembourg, Princesse de Tingry (* April 1611), die jüngere Tochter von Henri de Luxembourg, duc de Piney († 1616), und Madeleine de Montmorency.
1625 kaufte er von seinem Onkel Henri de Montmorency das Amt des Vizekönigs von Neufrankreich mit dem Ziel, die Mission in Nordamerika zu fördern. Durch ihn kamen die Jesuiten ins Land. Kurz nach der Gründung der Compagnie de la Nouvelle France im Jahr 1627 war er jedoch gezwungen, sein Amt als Vizekönig aufzugeben. Er blieb aber weiterhin an der Jesuitenmission in Nordamerika interessiert.
1628 traten er und seine Frau – die Ehe war bis dahin kinderlos geblieben – in den geistlichen Stand über. Sie trat in das 1613 gegründete Karmelitinnenkloster Avignon ein, wechselte 1634 in die Ausgründung nach Chambéry und starb dort am 18. Januar 1660.
1630 gründete er den Geheimbund Compagnie du Saint-Sacrement, der 1666 – also noch zu Lévis Lebzeiten – von Ludwig XIV. aufgelöst wurde.
Am 23. Mai 1631 gab er den Titel als Herzog und Pair an seinen Bruder Charles de Lévis (1600–1649) ab.
Am 15. Oktober 1680 starb Henri de Lévis in Paris als Domdechant. Er wurde in der Kathedrale Notre-Dame de Paris bestattet.
Die kanadische Stadt Lévis gegenüber von Québec ist nach ihm benannt.